# Lena Nessle
Lena Nessle, född 27 februari 1939 i Stockholm, död 8 juni 2011, var en svensk textilkonstnär och författare. 
Nessle, som var dotter till professor Sune Lindström och arkitekt Ragna Bahnson Rosenborg, utexaminerades från Konstindustriella dagskolan, med inriktning på reklam 1959, med inriktning på textil 1960, avlade mellanstadielärarexamen 1973 samt bedrev akademiska studier i etnologi, geografi och konsthistoria 1980–1985. Hon var verksam som fackboksförfattare 1965–1975, lärare 1974–1985 samt frilansande tecknare, författare och fackboksredaktör 1983–1987.